# Ochazuke no Aji
Ochazuke no Aji (お茶漬の味, Ochazuke no Aji, lit. "gosto de ochazuke"; bra: O Sabor do Chá Verde sobre o Arroz) é um filme japonês de 1952 dirigido por Yasujirō Ozu. Sua história gira em torno de um casal rico de meia-idade (interpretado por Shin Saburi e Michiyo Kogure) que tem dificuldades conjugais, e a sobrinha do casal que usa os problemas dos tios como desculpa para não comparecer aos encontros de casamentos arranjados.

## Sinopse
Taeko e Mokichi Satake são um casal sem filhos que moram na capital Tóquio. O marido, que a esposa considera muito chato, é executivo de uma empresa de engenharia.
A amiga de Taeko, Aya, convence a colega a alegar falsamente ao marido que a sua sobrinha, Setsuko, está doente, para que ela possa visitar a parente, mas tudo sendo uma desculpa para Taeko ir a um encontro de amigas no spa escondida. O plano dá errado quando Setsuko visita sua casa inesperadamente. Taeko acaba por criar uma nova história sobre outra pessoa doente e obtêm a permissão de Mokichi para ir. No spa, as quatro mulheres bebem saquê e olham para o koi no lago, comparando a carpa que se move lentamente com o marido de Taeko.

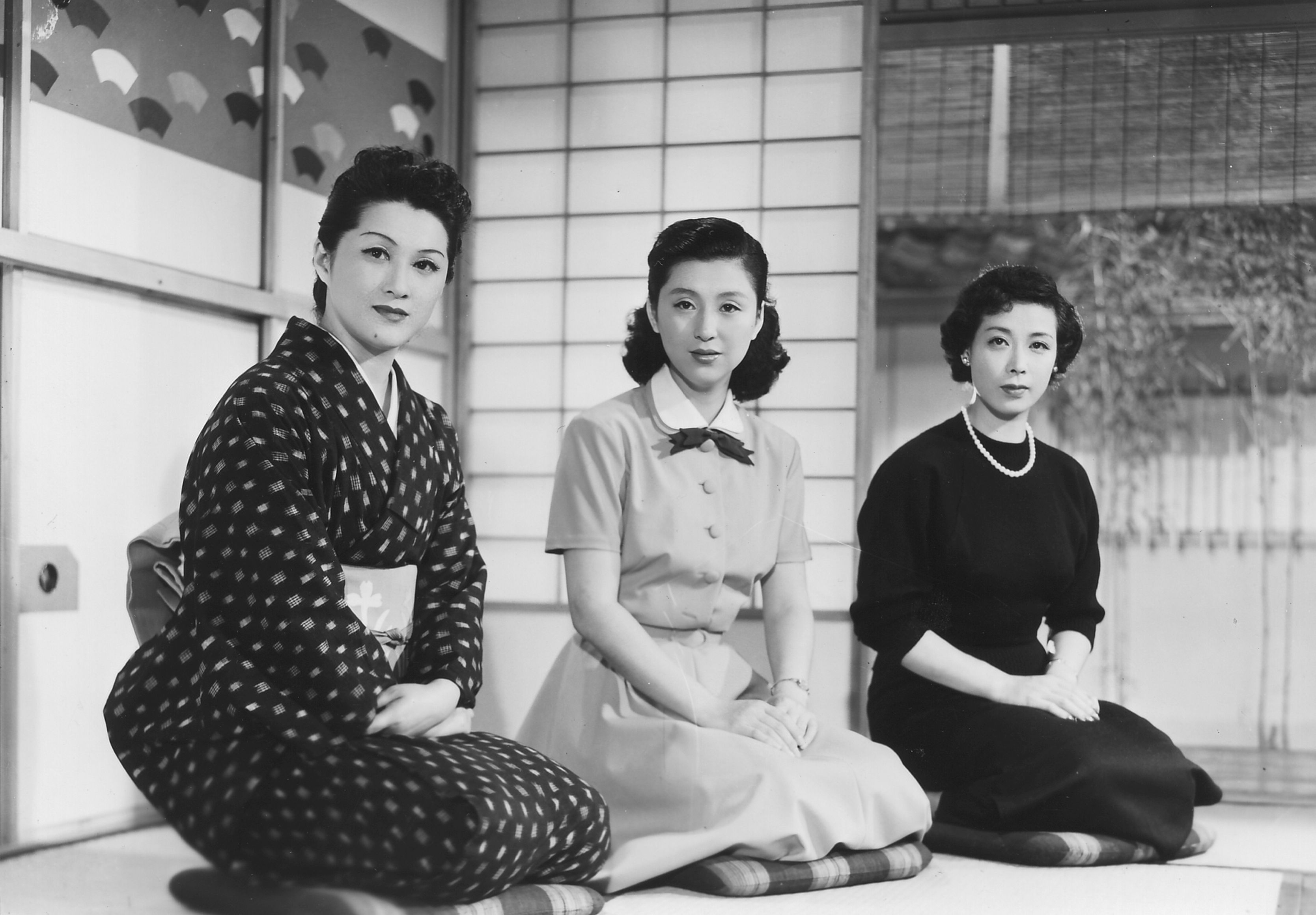
As atrizes (da esquerda a direita) Michiyo Kogure, Keiko Tsushima e Chikage Awashima

Alguns dias depois, Taeko, Aya e uma outra amiga vão a uma partida de beisebol. Elas veem o marido de Aya na companhia de outra mulher, em um bar que ele costuma frequentar. Um anúncio público no jogo solicita que Taeko vá para casa imediatamente. Ela obedece, e Setsuko, que solicitou o anúncio, diz a sua tia que seus pais planejam um casamento arranjado para ela.
Depois de jantarem juntos, Mokichi e Noboru jogam pachinko, e Mokichi se encontra com um amigo do exército que agora dirige esse salão de máquinas.
Taeko visita sua família em Oiso, onde todos conversam sobre Setsuko e seu casamento arranjado. A família de Setsuko incumbe Taeko de ser arranjar um marido a garota durante uma peça de kabuki; Setsuko foge no meio da apresentação. Ela vai ver seu tio Mokichi, que planeja andar de bicicleta com seu colega Noboru. Setsuko acha que os casamentos arranjados são antiquados. Vendo que Mokichi e Taeko não estão felizes após o casamento arranjado no qual eles foram impostos, a moça se mantém determinada a encontrar seu próprio cônjuge. Mokichi a traz de volta ao teatro e sai com Noboru. Setsuko mais uma vez escapa do teatro kabuki e se encontra com Mokichi e Noboru enquanto os dois andam de bicicleta.
Uma noite, Mokichi, Noboru e Setsuko estão jogando pachinko em uma sala. Mokichi sai cedo para chegar em casa. Noboru e Setsuko vão a uma casa de macarrão onde comem e conversam sobre casamentos arranjados. Mais tarde, Setsuko vai para a casa do tio, e encontra uma Taeko furiosa. Taeko exige que Mokichi repreenda Setsuko por não ter comparecido à reunião sobre casamento feita no teatro. Taeko também confronta Mokichi sobre estar com Setsuko sem informá-la e o casal discute, e Mokichi acaba desabafando que acha difícil abandonar seus velhos hábitos porque eles o lembram da sua antiga vida humilde. Taeko, acostumada com um padrão de vida mais elevado, sai irritada. Ela fica com tanta raiva que se recusa a falar com o marido por dias.
Taeko parte sozinha em uma viagem de trem para longe de Tóquio, sem informar Mokichi. A empresa de Mokichi pede que ele faça uma viagem de negócios ao Uruguai, nisso, ele envia um telegrama a esposa, que exige que ela retorne para casa. Todos vão ao aeroporto para ver Mokichi partindo. Taeko não vai ao aeroporto e só volta para casa depois que o avião de Mokichi decolou. Duas horas de voo, o avião de Mokichi enfrenta problemas mecânicos e retorna a Tóquio; O retorno inesperado de Mokichi para casa surpreende sua esposa. Mokichi diz que está com fome e Taeko sugere uma refeição. Não querendo acordar Fumi, a governanta da casa, o casal dirige-se à cozinha, onde preparam ochazuke, arroz e chá verde. Durante o preparo da refeição, eles se reconciliam, com Mokichi dizendo que este foi o dia mais feliz desde que se casou com ela. Taeko entende o que seu marido falou anteriormente sobre sua vida humilde, já que veio de uma cidade provinciana. Ela pede desculpas e promete nunca mais o abandonar. Mokichi aceita.
O filme termina com Setsuko confidenciando a Noboru sobre as recentes mudanças comportamentais da tia. A cena final mostra eles andando juntos, conversando de uma forma um tanto discontraída, sugerindo que, talvez, os dois se tornem um casal.

## Elenco
- Shin Saburi como Mokichi Satake
- Michiyo Kogure como Taeko Satake

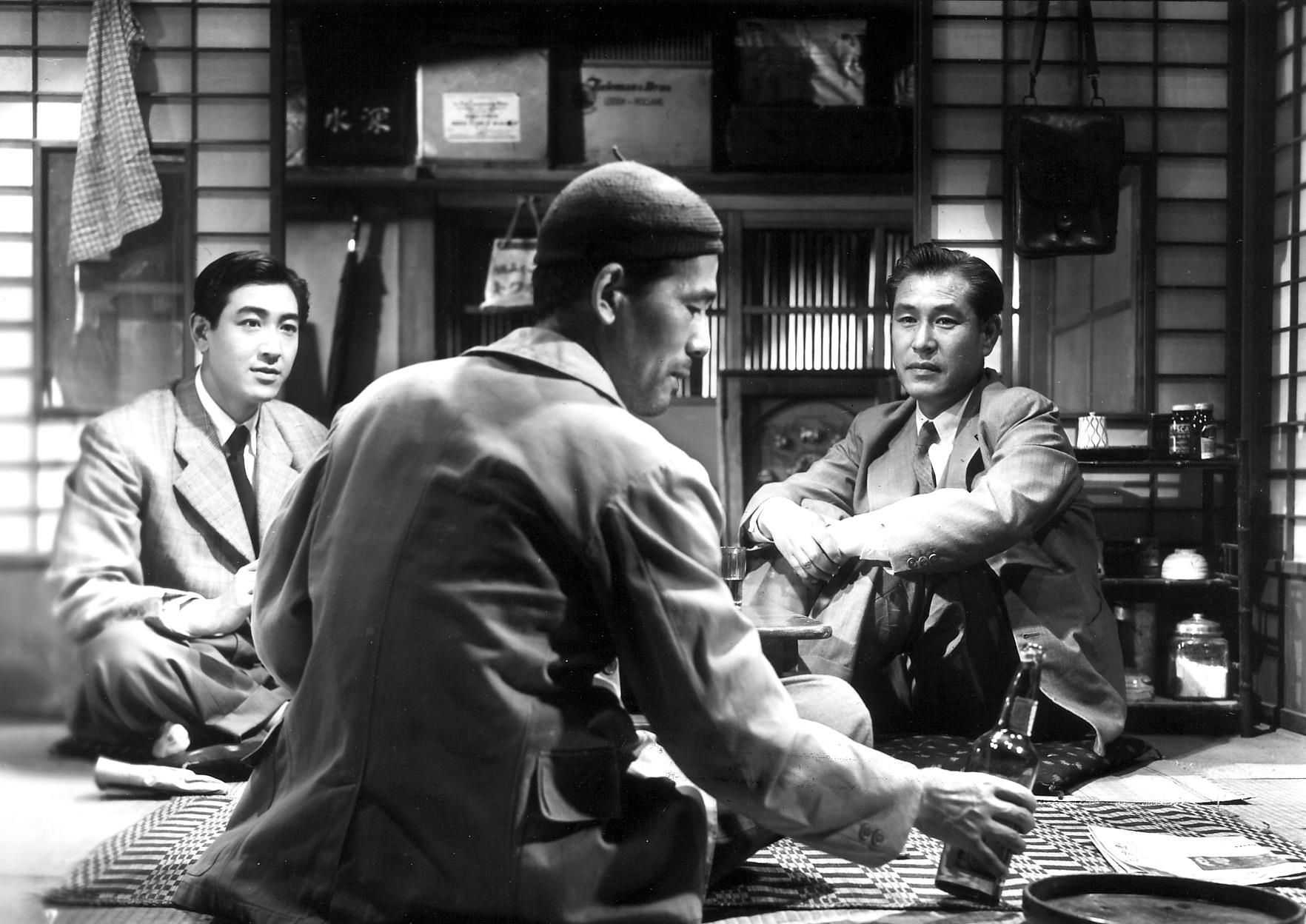
Cena do filme com os atores (da esquerda a direita) Kōji Tsuruta, Chishū Ryū e Shin Saburi

- Kōji Tsuruta como Non-chan/Noboru Okada
- Chishū Ryū como Sadao Hirayama
- Chikage Awashima como Aya Amamiya, amiga de Taeko
- Keiko Tsushima como Setsuko Yamauchi, sobrinha dos Satake
- Kuniko Miyake como Chizu Yamauchi
- Eijiro Yanagi como Naosuke Yamauchi
- Yōko Kosono como a empregada dos Satake, Fumi
- Yūko Mochizuki como a esposa de Sadao, Shige

## Produção

### Título do filme
Originalmente, o roteiro do filme de Yasujirō Ozu estava sob o título de Kareshi Nankin he Iku (彼氏南京へ行く, lit. "Namorado está indo para Nanjing") em 1939, contando uma história sobre um homem prestes a ser enviado para o exterior em serviço militar, em vez da viagem de negócios ao Uruguai na versão final do filme. Em 1940, ele foi renomeado como "O-chazuke no aji" e estava sendo preparado para a produção. Porém, a censura militar da época exigiu que o roteiro fosse totalmente reescrito, exigindo, por exemplo, que o prato "ochazuke" mencionado no título fosse alterado para o prato comemorativo de feijão vermelho e arroz, pois o homem estava indo servir no exército. Ozu arquivou o projeto.

## Recepção
Em 1973, o crítico de cinema Vincent Canby escreveu que Ochazuke no Aji, "não é o grande Ozu. Há momentos — especialmente em sua subtrama sobre uma garota que recusa os arranjos tradicionais de casamento — em que é quase uma fórmula de comédia". Canby também disse, entretanto, que os personagens de Kogure e Saburi "se tornam personagens tão atraentes, tocados por uma espécie de nobreza", e observou que "Ozu nunca desperdiça nosso interesse em conectar cenas se pudermos considerá-las garantidas. Quando ele nos mostra para um homem que passa, digamos, de um escritório para outro, torna-se importante, talvez como um reconhecimento do tempo perdido ou como uma espécie de filme equivalente ao espaço em branco entre os capítulos de um romance."
Dave Kehr, do Chicago Reader, marcou o filme com o título "Recomendado". Elogiando os melodramas de Ozu por "evitarem qualquer senso de clichê em seu estudo contido, às vezes dolorosamente sutil, das relações familiares", Kehr também argumentou sobre a "falta de movimento de câmera de Ozu às vezes fala mais do que as técnicas elaboradas de seus contemporâneos".

## Prêmios
- Prêmio Mainichi Film de Melhor Ator: Shin Saburi[3][8]